# Arctostaphylos nortensis
Arctostaphylos nortensis är en ljungväxtart som först beskrevs av Philipp Vincent Wells, och fick sitt nu gällande namn av Philipp Vincent Wells. Arctostaphylos nortensis ingår i släktet mjölonsläktet, och familjen ljungväxter. Artens utbredningsområde är den amerikanska delstaten Kalifornien. Inga underarter finns listade i Catalogue of Life.